# جاده ای۱۱ (انگلستان)
جاده ای۱۱ (به انگلیسی: A11 road) یکی از جاده‌های کشور انگلستان است.
این جاده از شهر لندن شروع و در شهر نوریچ در شهرستان نورفک به پایان میرسد، طول این جاده ۱۰۸ کیلومتر است.